# 松本基弘
松本 基弘（まつもと もとひろ、1963年8月21日 - ）は、日本のテレビドラマ・映画プロデューサー。PROTX所属。元テレビ朝日社員。

## 人物
東京都墨田区生まれ。後に愛知県春日井市高蔵寺町に転居。血液型A型。名古屋市立向陽高等学校（北海道テレビの名物ディレクター・藤村忠寿はラグビー部の後輩）を経て早稲田大学教育学部卒業後、1987年テレビ朝日入社。
入社直後ワイドショー部に配属。人手不足の折、すぐに取材ディレクターを任され、ネタ決めから構成・取材・編集なんでも一人でやらせてもらえる幸運に恵まれたという。
その後、番組が「欽ちゃんのどこまで笑うの」に代わり、“大将”こと萩本欽一から“ふり”、“おち”、“フォロー”笑いの三原則を学んだらしい。
- 1991年 音楽バラエティ班に異動。「ミュージックステーション」に配属され、ディレクターとして研鑽を積む。今や年末の恒例となったスーパーライブの立ち上げにも携わる。
- 1994年 ドラマ班に異動。木村拓哉主演スペシャルドラマ「君は時のかなたへ」アシスタントプロデューサーを経て「土曜ワイド劇場」プロデューサーに。「法医学教室の事件ファイル」「事件」「タクシードライバーの推理日誌」「西村京太郎トラベルミステリー」等のシリーズを担当。
- 1996年 「事件4」でギャラクシー賞月間賞を受賞。
- 1997年 「事件5」で日本民間放送連盟優秀賞を受賞。
- 1998年 「土曜ワイド劇場」チーフに。「相棒」「おとり捜査官・北見志穂」「お祭り弁護士・澤田吾朗」等、新シリーズ企画を開発。

※その後、ドラマ班チーフプロデューサーとなる。
- 2000年 「土曜ワイド劇場」で「相棒-二人だけの特命係」を制作したところ、高視聴率を獲得し、水曜9時枠で連続ドラマ化される。

以降、主に水曜9時枠も担当することに。
「相棒」「エースをねらえ!」「刑事部屋」「PS-羅生門-」「警視庁捜査一課9係」「ゴンゾウ 伝説の刑事」を制作。
- 2007年 「相棒season5元日スペシャル・バベルの塔」で日本民間放送連盟優秀賞を受賞。
- 2008年 「相棒-劇場版‐」全国公開。興行収入08年度前期No.1となる。
「相棒」水谷豊、寺脇康文が第16回橋田賞を受賞。
- 2008年 「ゴンゾウ」脚本の古沢良太が向田邦子賞を受賞。

※この年より、ゼネラルプロデューサーとなる。
- 2009年 エランドール賞プロデューサー奨励賞受賞
- 2010年 「相棒」がエランドール賞特別賞受賞
- 2014年　金城一紀の「BORDER」をプロデュース。衝撃的かつ挑戦的な結末などが評価され、ザテレビジョンドラマアカデミー賞最優秀作品賞などを受賞している[1][2]。

### 「相棒」制作の経緯
土曜ワイド劇場枠で、松本がプロデュースをしていた水谷豊が主演の『探偵事務所』シリーズの原作が残り1本になり、松本は、水谷主演の新シリーズを企画することを思い立ち、水谷に相談。水谷は快諾したので進めることに。
新しい脚本家と組みたいと思い脚本家探しをしていたところ、たまたま目にした明石家さんま主演のテレビドラマ（『恋のバカンス』だったかと回想している）の面白さに感銘を受け、そのドラマの脚本を務めた輿水泰弘にコンタクトを取り、輿水も了承した。ところが、輿水のスケジュールが1年先まで埋まっており、水谷も納得した上で撮影開始まで1年半待つことになった。
その後、土曜ワイド劇場枠で同じく松本がプロデュースするシリーズの主演を務めていた寺脇康文と松本が打合せした際、寺脇が水谷に憧れている話をし、水谷との共演を希望したことから、まもなく水谷と寺脇のコンビものという企画に決定する。
当初は輿水が「名探偵もの」、松本が「警視庁の刑事もの」と基本設定の方向性が分かれ、素人探偵では事件に取り組むプロセスが必要となるため、ダイレクトに事件に関われるように設定を刑事にし、所轄と異なり扱う事件が多岐に渡るという点から所属を警視庁へと決定した。
なお、番組タイトルは、当初輿水が「黄金刑事（ゴールデンコップス）」という案を出してきた。しかし、その他になかなかスタッフ全員が納得のいくタイトルが出ないため、仮タイトルという扱いになる。その後、輿水とプロデューサーが中華料理店で食事中に偶然出てきた『相棒』と言うフレーズがタイトルに決まった。
２時間ドラマから連続ドラマにするにあたり、松本は、大の大人二人で２時間で解決する事件のフレームで作ったものを１時間に収めるには、”珠玉の短編集”にすることだと思いついたと言う。
その後、輿水以外にも新たに脚本家に入ってもらい、「相棒」の世界観を広げていくことで、”短編集”としてのレベルアップを追求していく。そうした経緯で、櫻井武晴、古沢良太、砂本量、太田愛、戸田山雅司といった強力脚本家陣が集結することになる。

## 主なプロデュース作品

### テレビ

#### 土曜ワイド劇場
- 法医学教室の事件ファイル（名取裕子）シリーズ
- 事件（北大路欣也）シリーズ
- おかしな刑事（伊東四朗・羽田美智子）シリーズ
- 西村京太郎トラベルミステリー（高橋英樹・愛川欽也）シリーズ
- タクシードライバーの推理日誌（渡瀬恒彦）シリーズ
- 相棒 警視庁ふたりだけの特命係（水谷豊・寺脇康文）
- おとり捜査官・北見志穂（松下由樹）シリーズ
- 探偵事務所（水谷豊）シリーズ
- 俺たちの世直し強盗 (植木等・谷啓・いかりや長介)シリーズ
- お祭り弁護士・澤田吾朗（高嶋政伸）シリーズ
- 車椅子の弁護士・水島威 （宇津井健）シリーズ
- 渡り番頭・鏡善太郎の推理（鹿賀丈史）シリーズ
- 科学捜査研究所・文書鑑定の女（羽田美智子）シリーズ
- 京都お見合いツアー殺人事件（森口博子・寺脇康文）シリーズ
- 法律事務所（水谷豊）シリーズ
- ドクvsデカ〜心療内科医&殺人課刑事の捜査ファイル（柴田恭兵）シリーズ
- 刑事の妻〜デカツマ〜（浅野ゆう子）シリーズ
- 松本清張没後10年特別企画「疑惑」（佐藤浩市）
- 松本清張の「証言」（東山紀之・萩原健一）
- 名探偵 由利麟太郎　蝶々殺人事件（石坂浩二）
- 繭の密室連続殺人事件（村上弘明・石倉三郎）
- 私を信じて！嵐の夜少女は本当に連続殺人を犯したのか?（布施博・今井雅之）
- 女医花橋澪子の事件カルテ（池上季実子・世良公則）
- 死刑囚 永山則夫と母（大竹しのぶ・岡田義徳）
- 殺意の涯て－広域指定188号の女（田中美佐子・井ノ原快彦）
- 覗く女 実況中継された連続殺人!（羽田美智子・船越英一郎）
- 殺人ロケ（斉藤由貴・浅香唯・遠藤久美子）
- ひまわり〜桶川女子大生ストーカー殺人事件〜（内山理名・渡瀬恒彦）
- 警視庁捜査一課強行斑7係（渡瀬恒彦・吉沢悠）

#### 連続ドラマ
- 相棒 season 1 - season12（水谷豊・寺脇康文・及川光博・成宮寛貴）2002年 - 2014年
- 警視庁捜査一課9係（渡瀬恒彦・井ノ原快彦）2006年 -2017年
- エースをねらえ！（上戸彩）2004年
- 刑事部屋（柴田恭兵・寺尾聰）2005年
- P.S.羅生門（木村佳乃・舘ひろし）2006年
- ゴンゾウ 伝説の刑事（内野聖陽）2008年
- 臨場（内野聖陽）2009年
- 遺留捜査（上川隆也）2011年
- BORDER 警視庁捜査一課殺人犯捜査第4係（小栗旬）2014年
- TEAM -警視庁特別犯罪捜査本部-（小澤征悦）2014年
- 私の死体を探してください。（伊藤淳史）2024年
- D&D〜医者と刑事の捜査線〜（藤木直人）2024年

#### スペシャルドラマ
- 君は時のかなたへ（木村拓哉) 1995年
- 手塚治虫劇場（木村佳乃・寺脇康文・今井翼・緒形拳) 2000年
- ホラーサスペンス大賞「鬼子母神」（黒木瞳) 2000年
- 鉄道員/青春編（岸谷五朗・飯島直子) 2002年
- 明智小五郎VS金田一耕助 炎の不可能密室殺人（長瀬智也・松岡昌宏) 2005年
- 黒薔薇 刑事課強行犯係 神木恭子（貫地谷しほり・岸谷五朗) 2017年-2019年
- CHIEF〜警視庁IR分析室〜（沢村一樹・伊藤歩) 2018年

### 映画
- 相棒 -劇場版- 絶体絶命! 42.195km 東京ビッグシティマラソン 2008年
- 相棒 -劇場版II- 警視庁占拠! 特命係の一番長い夜 2010年
- 相棒 -劇場版III- 巨大密室! 特命係 絶海の孤島へ 2014年
- 鑑識・米沢守の事件簿 2009年
- 相棒シリーズ X DAY 2013年
- 少年H 2014年

### 出演番組
- 日本の、これから 放送記念日特集 「テレビの、これから」（2009年3月21日　NHK）
- 林修先生の今やる!ハイスクール（2013年8月7日　テレビ朝日）